# Попелов
Попелов (укр. Попелів) — село в Тлумачской городской общине Ивано-Франковского района Ивано-Франковской области Украины.
Население по переписи 2001 года составляло 264 человека. Занимает площадь 3,663 км². Почтовый индекс — 78015. Телефонный код — 03479.

## История
Входил в Палагицкий сельский совет до 2019 г.

## Население
- 1989 год 222 человек
- 2001 год 264 человек
- 2022 год 260 человек[2]

## Известные люди
- Артим Дмитрий Иванович украинский художник, родился в селе